# Piero Piazzi
Piero Piazzi (Bologna, 31 agosto 1963) è un ex modello e manager italiano di modelle nonché talent scout che lavora nel settore della moda.
È il presidente dell'agenzia Women Management Milano. Piazzi ha scoperto e contribuito a costruire le carriere di Mariacarla Boscono, Naomi Campbell, Carla Bruni, Monica Bellucci e Marpessa Hennink, tra le altre.

## Biografia
Dopo aver completato gli studi presso l'Istituto Tecnico di Bologna, ha studiato Giurisprudenza presso l'Università degli Studi di Bologna.
Piazzi inizia la sua carriera come modello nel 1978, incontrando Rosanna Armani, che lo presenta al fratello Giorgio. All'età di 17 anni firma il suo primo contratto da modello con l'agenzia Beatrice di Milano. Come modello ha lavorato, tra gli altri, con Gianni Versace, Valentino Garavani e Gianfranco Ferré.
Nel 1982 si trasferisce negli Stati Uniti e lavora per marchi di moda come Calvin Klein, Valentino, Gianfranco Ferré e scatta con fotografi come Richard Avedon, Giampaolo Barbieri e Herb Ritts.
Nel 1985 lascia la carriera di modello e passa alla gestione quando Beatrice Traissac, titolare dell’agenzia Beatrice, che lo rappresenta come modello da 5 anni, lo nomina a capo del reparto sfilate.
Dal 1990 al 2000 è stato direttore dell'agenzia Riccardo Gay di Milano dove ha scoperto e lanciato la carriera di Mariacarla Boscono.
Piazzi è entrato a far parte di Women Management Milano, la più grande agenzia di model management italiana, con uffici a Parigi e New York come direttore nel 2003, diventandone poi il presidente nel 2017, carica che ricopre tuttora.
Nel 2017 Piazzi è stato nominato presidente di Elite Milano e business coordinator europeo per Elite World Group.
A settembre 2018 ha assunto il ruolo di presidente di Women Model Management Worldwide.
Nel 2019 ha ricevuto il Premio alla carriera e il premio Elio Fiorucci della XIX edizione dei Chi è Chi Awards.
A luglio 2021 gli è stato conferito il premio alla carriera alla XXII edizione dei Tao Awards.
Nel 2023 a Roma nella sede della Rappresentanza italiana del Parlamento Europeo gli è stato conferito da Makaziwe Mandela, figlia del Premio Nobel per la Pace Nelson Mandela il Premio la Moda Veste la Pace per il suo impegno umanitario.
Piazzi è stato presidente dell'associazione delle agenzie di modelle Assem. Ha lavorato alla creazione di incontri con i politici a Roma per tracciare un codice etico per l'industria del modeling in Italia.
A maggio 2024, in collaborazione con il brand Oratio, ha lanciato "Piero Piazzi for Oratio", una capsule collection composta da capi essenziali tra cui una camicia di seta, un completo pigiama da giorno di seta, un bermuda e un pantalone in lino, oltre a una borsa in suede. Piero ha devoluto l'intero compenso della collaborazione a To.Get.There, l'ETS di cui è co-fondatore e unico Ambassador.

## Attività pubbliche
Nel 1996 Piazzi ha organizzato l'evento di beneficenza denominato "Anche le modelle hanno un cuore", in collaborazione con l'organizzazione Anlaids per raccogliere fondi per la lotta all'HIV. Naomi Campbell e Kate Moss hanno sostenuto la sua iniziativa.
È fondatore e ambasciatore dell'associazione no-profit To.Get.There ETS che fornisce assistenza sanitaria, sostegno psicologico, aiuti per le spese scolastiche, cibo e beni primari per la tutela dei bambini orfani e sieropositivi in Uganda e Sud Sudan.
È testimonial e volontario di Progetto Itaca, una Fondazione che promuove programmi di informazione, prevenzione, supporto e riabilitazione rivolti a persone affette da disturbi della Salute Mentale e alle loro famiglie.
Piazzi è stato anche ambasciatore di The Children for Peace Onlus, ONG che opera in Uganda, Mali, Libano, Palestina e Colombia, per aiutare bambini orfani, abbandonati, malati e in condizioni di estrema povertà e le loro famiglie.

## Vita privata
Dopo 5 anni di convivenza, nel 2006 si sposa con Silvia Giusfredi dalla quale si è separato nel marzo 2024.